# Дварвєчяй (Пагоюкайське староство)
Дварвєчяй (Dvarviečiai) — хутір у Литві, Расейняйський район, Пагоюкайське староство, розташоване за 2 км від села Каулакяй. 2001 року в Дварвечяї проживало 2 людей, 2011-го не проживав ніхто.

## Принагідно
- Dvarviečiai (Pagojukai) [Архівовано 11 серпня 2016 у Wayback Machine.]

| Литва | Це незавершена стаття з географії Литви. Ви можете допомогти проєкту, виправивши або дописавши її. |